# 兵庫県旗
兵庫県旗（ひょうごけんき）は、日本の都道府県の一つ、兵庫県の旗。

## 概要

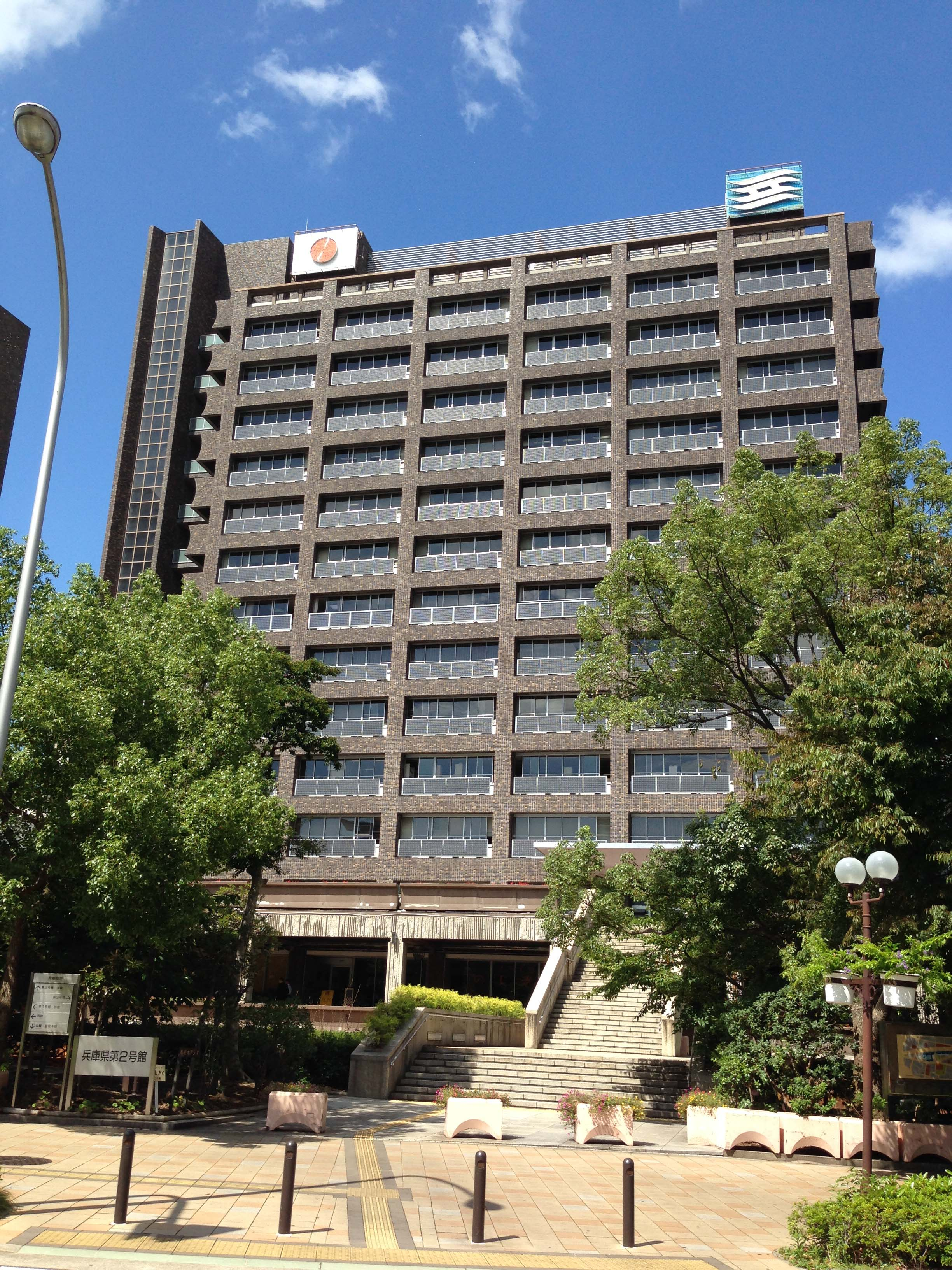
神戸市中央区の兵庫県庁舎2号館。最上階右側に県旗のレリーフが飾られている。

1964年（昭和39年）6月10日、兵庫県庁の新庁舎落成を記念して制定された。著作権法の規定により、2015年（平成27年）1月1日よりパブリックドメインとなっている。県庁舎2号館の最上階には正門側に向かって左に日本の国旗（日章旗）、右側に県旗のレリーフが飾られている。
デザインの意味は日本海と瀬戸内海の両側に面する県土を波の形に図案化した白抜きの「兵」の文字で表したもので、配色のセルリアンブルーは若さを、白は明るさと素直さを表現している。
なお、兵庫県章は1921年（大正10年）に制定されたものが県旗とは別に存在しているが、県旗が制定された後は県章が使用される機会がほとんど無くなっている。日本郵便発行の『郵便番号簿』や全国知事会のサイトでも県章でなく県旗が使用されているが、県では全国知事会のサイトに県章でなく県旗を使用している理由については「（県の）公式サイトをはじめ、県旗が使われることが多かったから」、県章が使われなくなった理由については「わからない」としている。